# Brooks Fuel
Brooks Fuel, Inc est une entreprise américaine fondée en 1986 par Roger Brooks. Implantée dans la partie nord de l'aéroport de Fairbanks, en Alaska, elle a pour objectif de fournir en produits pétroliers les communautés rurales et minières isolées de l'Alaska au moyen d'avions gros porteurs. Brooks Fuel dispose toujours en 2008 de 2 DC-4.   

## Flotte
- ATL-98 Carvair : N898AT (Accidenté à Nixon Fork Mine le 30 mai 2007.
- Douglas C-54 : N3054V et N96358 toujours exploités en avril 2008. Autres C-54, les N82FA (accidenté le 17 janvier 2007), N44911 (accidenté le 8 mai 2004), N898AL (accidenté le 17 avril 1995), N811E (accidenté le 8 octobre 1993), N90201 (réformé), N51802 (réformé).
- Douglas DC-7 : N90251 (Plus en service en avril 2008).